# Take Me to Church
Take Me to Church är en låt av den irländske singer-songwritern Hozier. Låten släpptes som singel i september 2013 och var med på EP:n Take Me to Church. Den är också inledande låt på albumet Hozier.